# Марьям-ханум
Марьям-ханум — была супругой Ага Мохаммад-хана Каджара, а затем тридцать девятой женой племянника и преемника Ага Мохаммеда Фатх-Али Шаха Каджара. 

## Жизнь
Она была родом из Мазандарана и имела еврейское происхождение, и иногда ее называли «Марьям Ханом Бани Исраиль» (араб. بني إسرائيل «сыновья или дети Израиля»), чтобы отличить ее от Марьям Ханом Горджи, другой супруги Фатх-Али. Многие говорили, что «ей не было равных по красоте». Когда она овдовела в первый раз, Хоссейн Хан Сардар, брат нового шаха, захотел жениться на ней, но вместо этого Фатх-Али сам женился на ней, что вызвало конфликт между ними.
У нее было одиннадцать детей, среди которых были принц Махмуд Мирза (1799–1835), Хомаюн Мирза (1801–1856) и Ахмад-Али Мирза (родился в 1804 году).